# HD132271
HD132271 — хімічно пекулярна зоря спектрального класу
A1  має видиму зоряну величину в смузі V приблизно  9,2.